# Otto von Schubert (Direktor)
Otto von Schubert (* 30. März 1886 in Magdeburg; † 1971) war ein deutscher Marineoffizier, zuletzt Kapitänleutnant der Kaiserlichen Marine, Regierungsdirektor, Meteorologe und Direktor der Deutschen Seewarte.

## Leben
Otto von Schubert war ein Sohn des späteren Generalobersts Richard Schubert und Helene Catharina Maria, geb. Wenzel (* 25. Januar 1859), eine Tochter des Mainzer Medizinalrats Carl Wenzel.
Otto von Schubert besuchte an unterschiedlichen Orten humanistische Gymnasien und trat im April 1904 ohne Reifezeugnis aus der Oberprima des Gymnasiums zu Colmar in die Kaiserliche Marine ein. Später war er bis November 1914 Wachoffizier auf der Kaiser, dann für zwei Monate Adjutant beim Chef des Admiralstabs im Großen Hauptquartier, bevor er als Luftschiffkommandant in die Marine-Luftschiffabteilung kam. Ab 17. Oktober 1915 Kapitänleutnant, war er bis August 1916 Kommandant von LZ 31, von November 1915 bis Januar 1916 von LZ 32 und dann von LZ 66. Von August 1916 bis November 1916 war er kurz Adjutant im Stab des Führers der Marine-Luftschiffe.
Anschließend kam er zur Ausbildung an die U-Boots-Schule und besuchte diese bis Juni 1917. Vom 11. Juli 1917 bis 1. August 1917 war er Kommandant von U 24. Von Ende November 1917 bis Mitte Dezember des gleichen Jahres war er Kommandant von U 110. Bis Juni 1918 war er als Wachoffizier auf der König; danach wurde er bis Kriegsende als Adjutant im Unterseebootsamt des Reichsmarineamtes eingesetzt. Am 11. November 1919 wurde er aus der Marine verabschiedet.
Nach seinem Abschied verdingte er sich in unterschiedlichen Berufen und ab 1925 holte er seine Reifeprüfung nach. Anschließend studierte er Meteorologie.
1928 promovierte er mit dem Thema Die dreijährige Luftdruckwelle: Darstellung ihres Verlaufs auf der ganzen Erdoberfläche.
Von 1931 bis 1935 war er Assistent am Institut für Meereskunde in Berlin. Ab 1935 war er, später als Regierungsdirektor, Leiter der Abteilung bzw. Hauptabteilung Nautik und Hydrographie der Deutschen Seewarte in Hamburg. In dieser Funktion war er für die Entwicklung und die Prüfung von nautischen Instrumenten verantwortlich. Ebenso war er in Forschung und Expeditionen eingebunden. Im Dezember 1942 gab er die Leitung an Konteradmiral Hans Feldbausch ab.
Nach ihm ist der Schubertgipfel, ein 2579 m hoher Berg im ostantarktischen Königin-Maud-Land benannt.

## Werke (Auswahl)
- Die wissenschaftlichen Ergebnisse der Deutschen Atlantischen Expedition auf dem Forschungsschiff Meteor. In: Minerva, Bände 7–8, 1931, S. 119 ff.
- Ergebnisse der Strommessungen und der ozeanographischen Serienmessungen auf den beiden Ankerstationen der zweiten Teilfahrt. In: Annalen der Hydrographie und maritimen Meteorologie, 72, Mittler, 1944.